# Коваријантан извод
Коваријантан извод у диференцијалној геометрији представља генерализацију општега извода за тензорска поља и векторе у криволинијским координатним системима. Коваријантни извод тензорскога поља {\displaystyle T} у смеру тангентнога вектора {\displaystyle {\mathbf {v} }} означава се {\displaystyle \nabla _{\mathbf {v} }T}. Означава се на више различитих начина {\displaystyle \nabla _{\ell }A^{ik}=A^{ik}{}_{;\ell }=D_{\ell }A^{ik}.} За вектор коваријантни извод је дан са следећом формулом:
{\displaystyle D_{\ell }A^{i}=\left({\frac {\partial A^{i}}{\partial x^{\ell }}}+\Gamma ^{i}{}_{k\ell }A^{k}\right)}

## Паралелни транспорт
Коваријантни и обични извод не разликују се за скаларне функције, али разликује се за векторе и тензоре. За уобичајен Декартов координатни систем добро је дефинисано одузимање вектора, који се налазе у различитим тачкама простора. Два вектора се одузму тако да се један од њих транслатује до другога и онда се се изврши одузимање. За криволинијске координате паралени транспорт или транслација вектора изводи се тако да се вектор транслатује до другога вектора, али пошто у криволинијским координатама транслација није иста као у равном координатном систему појављује се разлика приликом транслације у два различита система.

## Извод формуле
Када у криволинијском систему одузимамо два вектора поред уобичајене разлике два вектора у правоугаоном систему имамо и додатну разлику због паралелнога транспорта једнога вектора до другога.
Нека у {\displaystyle x^{i}} вектор има вредност {\displaystyle A^{i},} а у некој тачки
{\displaystyle x^{i}+dx^{i}} вредност {\displaystyle A^{i}+dA^{i}.} Ако вектор {\displaystyle A^{i}} транспортујемо до {\displaystyle x^{i}+dx^{i}} он се због паралелнога транспорта у криволинијским координатама промени за {\displaystyle \delta A^{i}.} Укупна разлика два вектора постаје онда:
{\displaystyle DA^{i}=dA^{i}-\delta A^{i}}
Ту се користи Ајнштајнова конвенција да се сумира по индексима који се појављаују више пута.
Паралелни транспорт зависан је од Кристофелових симбола:
{\displaystyle \delta A^{i}=-\Gamma ^{i}{}_{k\ell }A^{k}dx^{l}.}
Пошто је {\displaystyle dA^{i}={\frac {\partial A^{i}}{\partial x^{\ell }}}dx^{l}}
добија се:
{\displaystyle DA^{i}=\left({\frac {\partial A^{i}}{\partial x^{\ell }}}+\Gamma ^{i}{}_{k\ell }A^{k}\right)dx^{l}}
односно
{\displaystyle D_{\ell }A^{i}=\left({\frac {\partial A^{i}}{\partial x^{\ell }}}+\Gamma ^{i}{}_{k\ell }A^{k}\right)}

## Коваријантни извод за тензоре
Постоји више различитих ознака за коваријантан извод:
нпр:
{\displaystyle \nabla _{\ell }A^{ik}=A^{ik}{}_{;\ell }=D_{\ell }A^{ik}}
Коваријантни извод векторскога поља је:
{\displaystyle \nabla _{\ell }V^{m}={\frac {\partial V^{m}}{\partial x^{\ell }}}+\Gamma ^{m}{}_{k\ell }V^{k}.\ }
Уколико се ради о систему, који нема закривљене координате или ако су Христофелови коефицијенти једнаки нули онда се коваријантан извод за векторе не разликује од обичнога извода.
Коваријантни извод скаларнога поља једнак је обичном изводу:
{\displaystyle D_{\mu }\varphi ={\frac {\partial \varphi }{\partial x^{\mu }}}.}
а коваријантни извод ковекторскога поља {\displaystyle \omega _{m}\ } је
{\displaystyle \nabla _{\ell }\omega _{m}={\frac {\partial \omega _{m}}{\partial x^{\ell }}}-\Gamma ^{k}{}_{\ell m}\omega _{k}.\ }

Коваријантни извод тензорскога поља {\displaystyle A^{ik}\ } је
{\displaystyle \nabla _{\ell }A^{ik}={\frac {\partial A^{ik}}{\partial x^{\ell }}}+\Gamma ^{i}{}_{m\ell }A^{mk}+\Gamma ^{k}{}_{m\ell }A^{im},\ }
тј.
{\displaystyle A^{ik}{}_{;\ell }=A^{ik}{}_{,\ell }+A^{mk}\Gamma ^{i}{}_{m\ell }+A^{im}\Gamma ^{k}{}_{m\ell }.\ }
За мешано тензорско поље имамо:
{\displaystyle A^{i}{}_{k;\ell }=A^{i}{}_{k,\ell }+A^{m}{}_{k}\Gamma ^{i}{}_{m\ell }-A^{i}{}_{m}\Gamma ^{m}{}_{k\ell },\ }
а за тензорско поље поље типа (0,2) коваријантан извод је:
{\displaystyle A_{ik;\ell }=A_{ik,\ell }-A_{mk}\Gamma ^{m}{}_{i\ell }-A_{im}\Gamma ^{m}{}_{k\ell }.\ }
Коваријантни извод за неки тензор типа (n, m) је:
{\displaystyle \nabla _{k}v_{j_{1}\cdots j_{m}}^{i_{1}\cdots i_{n}}={\frac {\partial }{\partial x^{k}}}v_{j_{1}\cdots j_{m}}^{i_{1}\cdots i_{n}}+\sum _{\alpha =1}^{n}\Gamma _{k\ell }^{i_{\alpha }}\ v_{j_{1}\cdots j_{m}}^{i_{1}\cdots i_{\alpha -1}\ \ell \ i_{\alpha +1}\cdots i_{n}}-\sum _{\alpha =1}^{m}\Gamma _{ki_{\alpha }}^{\ell }\ v_{j_{1}\cdots j_{\alpha -1}\ \ell \ j_{\alpha +1}\cdots j_{m}}^{i_{1}\cdots i_{n}}}